# Садиба на вулиці Саксаганського, 27
Садиба на вулиці Саксаганського, 27 — комплекс будівель у Голосіївському районі міста Києва на вулиці Саксаганського. Складається з двох будинків — головного будинку № 27 і флігеля № 27-б; перший будинок має статус пам'ятки історії місцевого значення, другий — пам'ятка архітектури місцевого значення. У 1903—1905 роках у будинку № 27 проживав єврейський письменник Шолом-Алейхем.

## Опис
Ділянка, на якій у 1900—1909 роках побудували дані будинки, належала домовласниці Е. Хржановській. Головний будинок був зведений як прибутковий, для представників середнього класу, квартири у флігелі призначалися для представників бідніших верств населення.
Головний будинок розташований на червоній лінії забудови вулиці Саксаганського, п'ятиповерховий із підвалом, цегляний, прямокутний у плані, односекційний. Перекриття пласкі, дах двосхилий, із бляшаним покриттям.
Чільний фасад симетричний, пофарбований (перший поверх тинькований), рясно оздоблений у стилі історизм з елементами неоренесансу. Симетричність фасаду підкреслена трьома вертикальними розкріповками (по краях і в центрі), завершених фігурними аттиками. Центральний аттик завершується лучковим фронтоном і має два аркові слухові вікна, бічні аттики трохи менші, мають круглі прорізи та меандровий орнамент. Бічні розкріповки також виділені балконами, по правій осі влаштований проїзд на подвір'я.
Усі п'ять поверхів головного будинку мають різне оздоблення із застосуванням колон, ліпленого та цегляного декору.
Парадний вхід до будинку розташований на центральній осі та має вигляд широкого аркового отвору, прикрашеного декоративним замковим каменем. По боках головного входу розміщені напівколони коринфського ордера із ліпним оздобленням, що прикрашає нижні частини фусту, над входом — антревольти із рослинним орнаментом. Розкріповка над входом прикрашена масивними консолями із розетками та маскаронами у картушах. Вікна першого поверху — вітринного типу.
На другому поверсі — сім прямокутних вікон, широке центральне вікно розміщене у центральній розкріповці. Навколо нього розташовані ниші-ескедри із скульптурами у класичному стилі, що зображують жінок. Вікна другого і третього поверхів прямокутні, прикрашені прямокутними сандриками з картушами та підвіконними тафлям з орнаментом; між вікнами третього поверху — напівколони коринфського ордеру та гірлянди. Вікна четвертого поверху також прямокутні, але мають стриманіший декор із фестонів, підвіконних вставок і ліпнини. Вікна п'ятого поверху — аркові, із замковими каменями, обрамовані невеликими напівколонами. Завершується головний фасад досить простим карнизом із розетками та кронштейнами.
Дворовий фасад будинку значно простіший, має лише один центральний ризаліт і розкреслений гуртами. Усі вікна і балконні двері цього фасаду прямокутні.

### Флігель
Флігель (будинок № 27-б) розташований у глибині подвір'я, має шість поверхів і підвал, прямокутний у плані, цегляний, пофарбований. Перекриття пласкі, дах односхилий, з бляшаним покриттям.
Фасад симетричний, його центральна вісь виділена розкріповкою і завершується прямим аттиком. Вхід і головні сходи розташовані на центральній осі, на правому фланзі первісно був проїзд, пізніше замурований. Вікна переважно прямокутні, а на центральній осі — різні за формою та розмірами, оформлені лиштвами. Головний фасад будинку має дуже лаконічне оздоблення у стилі модерн: фланги центральної розкріповки підкреслені лізенами, аттик та підвіконні простори четвертого поверху декоровані неглибокими вертикальними нішами, вікна частково прикрашені замковими каменями та підвіконними рядами дентикул. Елементи модерну можна також побачити в оформленні вікон, що розташовані на центральній розкріповці. Завершується фасад простим карнизом із цегляними консолями, над карнизом — фігурна кована огорожа. З другого по шостий поверх з обох боків фасаду розташовано два ряди балконів, на деяких із них збереглися первісні ковані ґрати у стилі модерн.

## Видатні мешканці
У головному будинку садиби, у квартирі № 4 на другому поверсі у 1903—1905 роках мешкав письменник Шолом-Алейхем. У цей період він вів активну літературну та громадську діяльність, зокрема планував видати літературну збірку, кошти від продажу якої мали піти на допомогу жертвам єврейського погрому 1903 року в Кишиневі. У рамках цього проєкту Шолом-Алейхем листувався з російським письменником Левом Толстим із приводу участі останнього у складанні збірки. Це листування спричинило встановлення за помешканням Шолом-Алейхема поліцейського нагляду. Будинок № 27 став останньою адресою Шолом-Алейхема в Києві: у 1905 році, після київських погромів і наростання юдофобських настроїв, письменник виїхав спочатку до Львова, який на той час належав Австро-Угорщині, а потім — до США.
У 1988 році на честь письменника на фасаді будинку встановили меморіальну дошку, авторами якої були скульптор В. Медведєв і архітектор А. Милецький. Дошка виготовлена з бронзи та містить горельєфний портрет Шолом-Алейхема на тлі рельєфного зображення сцен із єврейського життя.

## Галерея

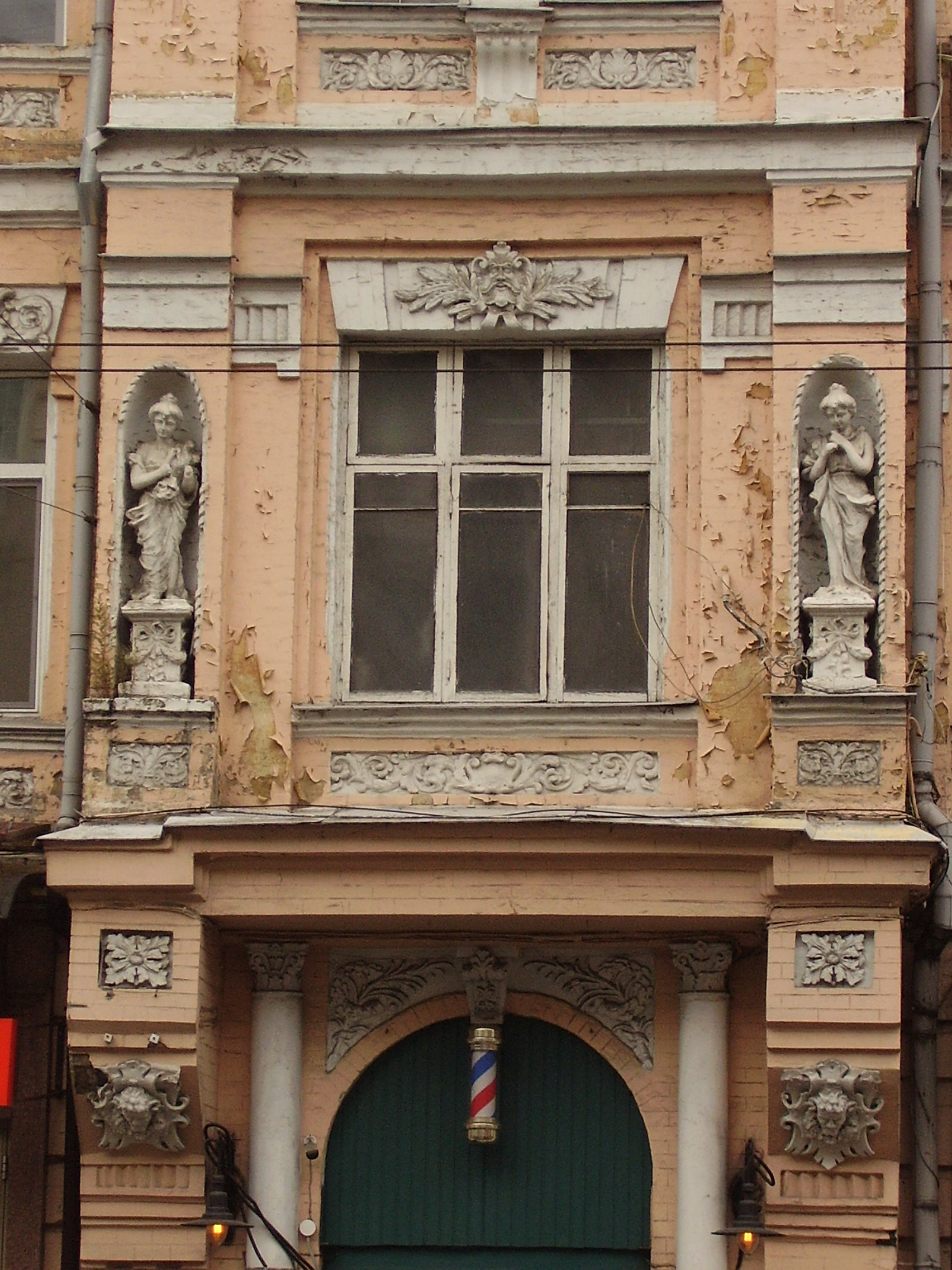
Скульптури над головним входом
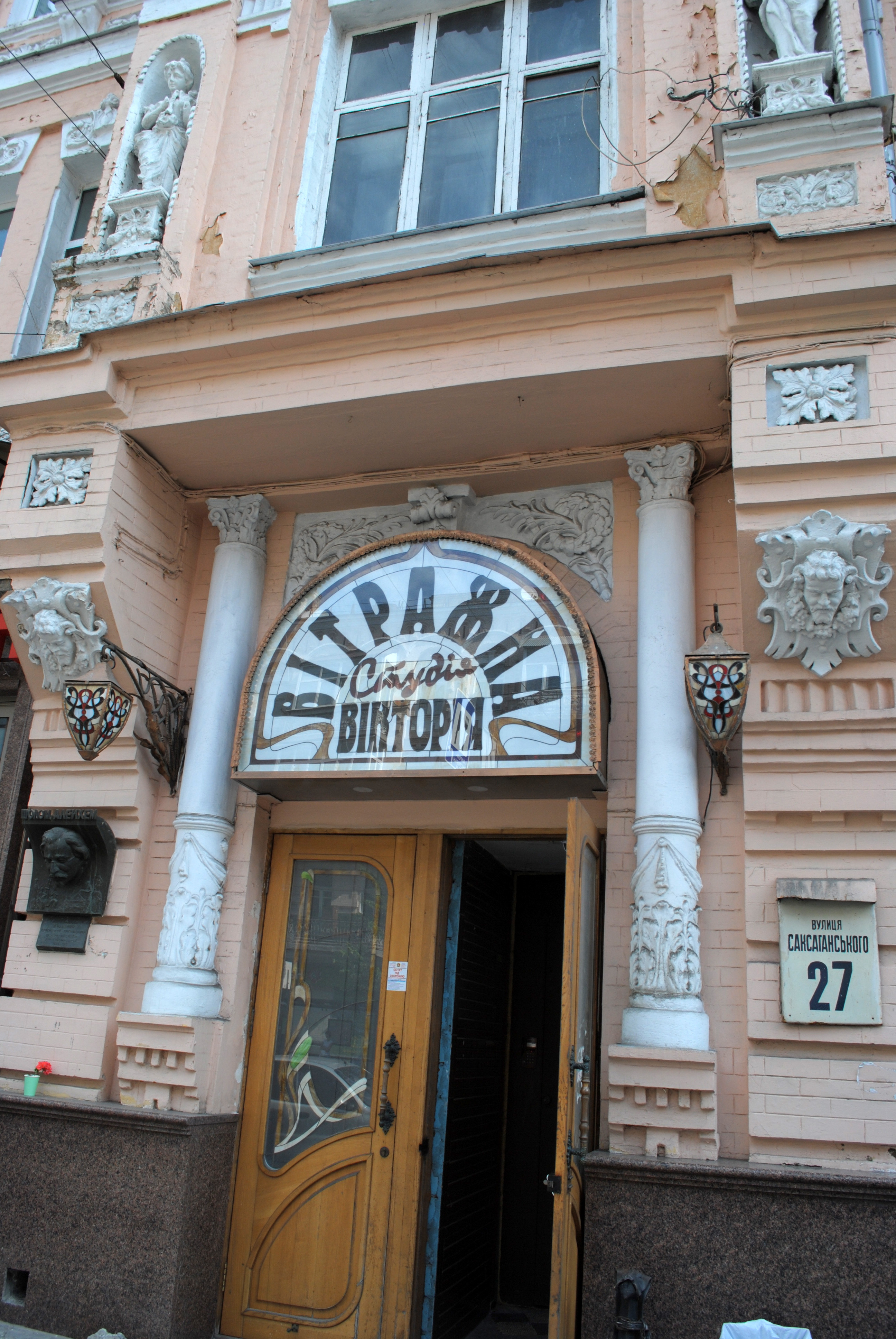
Головний вхід у будинку № 27
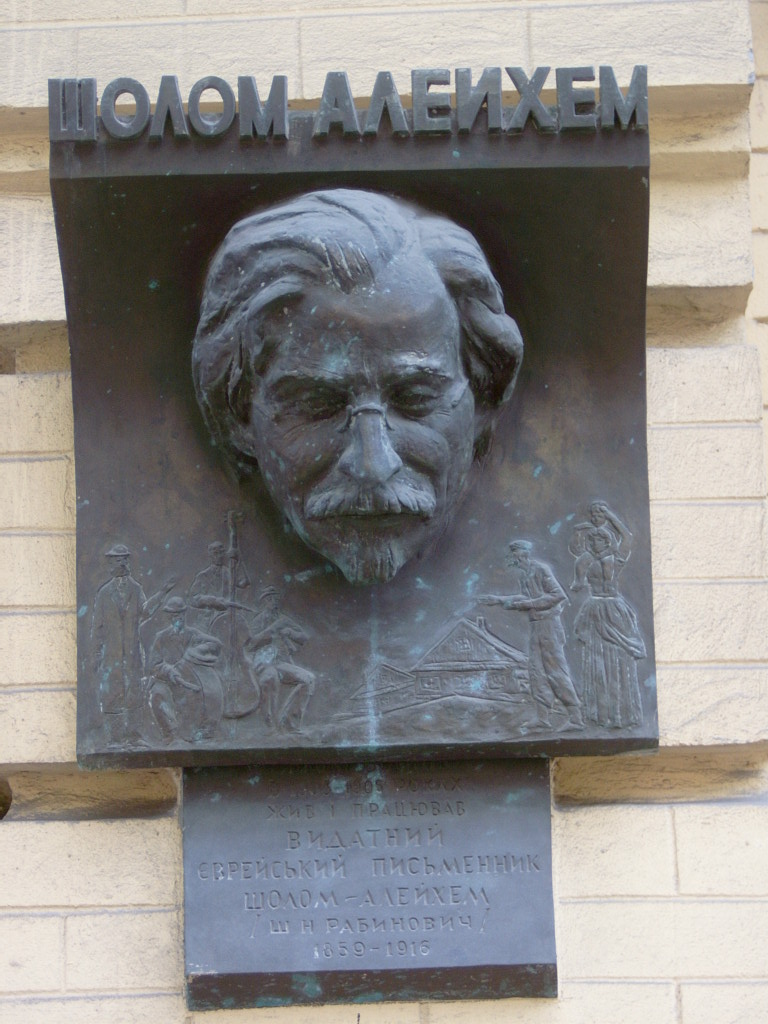
Меморіальна дошка Шолом-Алейхему
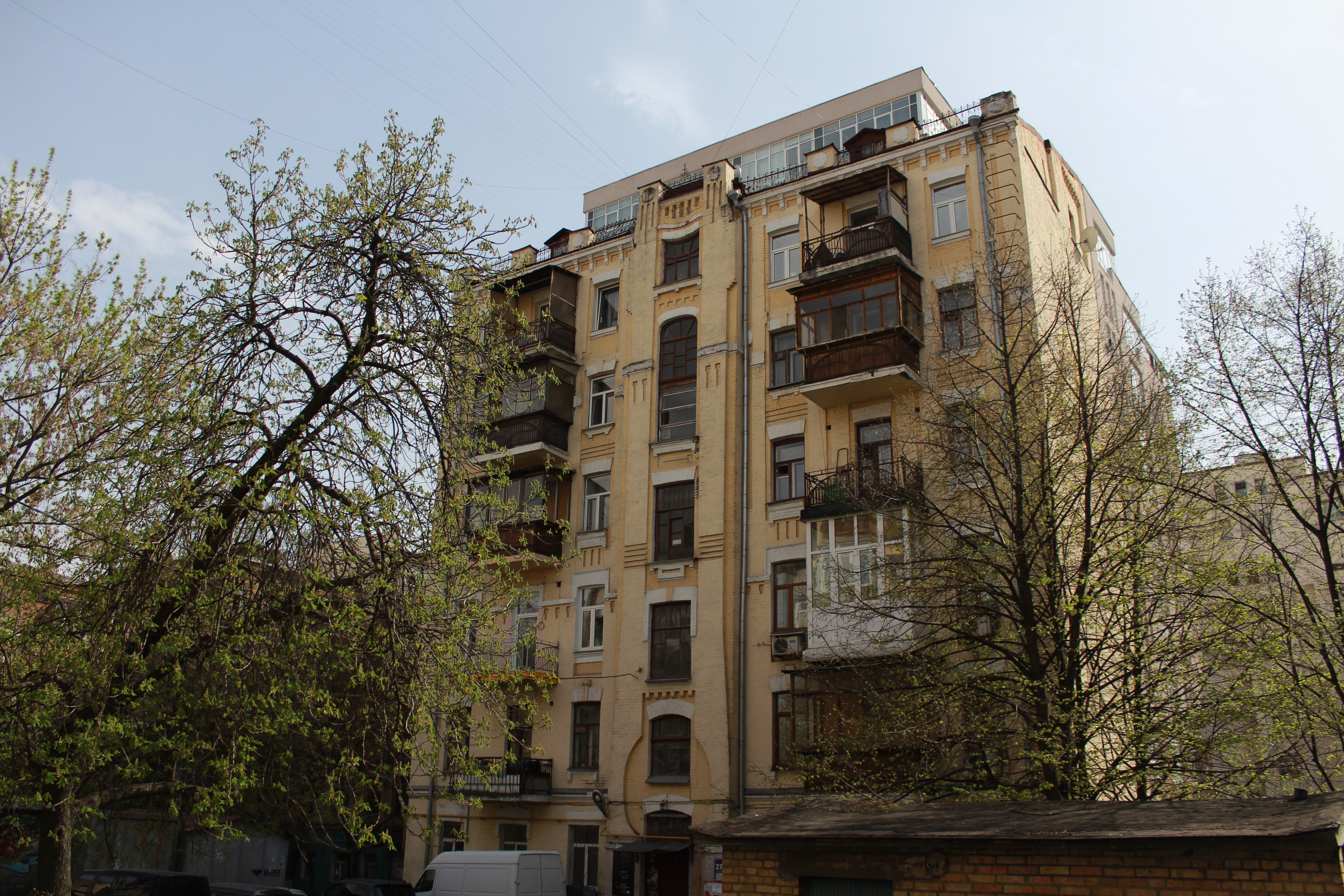
Флігель (будинок № 27-б)